# Antoine Joseph Claude Le Bel
Pour les articles homonymes, voir Le Bel.
Antoine Joseph Claude Le Bel ou Lebel, né le 6 janvier 1765 à Paris, mort en 1840 à Cracovie (Pologne), est un général français de la Révolution et de l’Empire.

## États de service
Il entre en service le 4 juin 1784. Il est nommé lieutenant le 15 septembre 1791, et le 17 juin 1792, il est affecté au 7e régiment de dragons à l’armée du Nord. 
Le 24 juillet 1792, il intègre la Légion de La Fayette, et il est choisi par les représentants en mission Delacroix, Legendre, et Louchet comme agent chargé du recrutement dans le département de la Seine-Inférieure. 
Il passe chef d’escadron le 5 décembre 1793, et il est désigné le 2 janvier 1796, par le ministre de la guerre Aubert-Dubayet comme mandataire du gouvernement, avec le rang de chef de brigade, chargé de la réquisition dans les départements de l’Oise et de Seine-et-Oise. Il est mis en non activité en avril 1796.
Il est remis en activité le 23 septembre 1805, comme capitaine aide de camp du maréchal Kellermann et il est réformé le 29 juin 1806. Il est de nouveau remis en activité le 23 septembre 1806, comme aide de camp du général Watier. Il participe à la Campagne de Prusse et de Pologne en 1806 et 1807, comme capitaine au 1er régiment de hussards. Il est fait chevalier de la Légion d’honneur le 1er octobre 1807.
En 1808, il rejoint l’armée d’Espagne, et il est blessé le 10 mars 1809 à la bataille de Ferrol. Le 12 décembre 1809, il passe aide de camp du général Loison à l’armée du Portugal, et il prend part au siège de Ciudad Rodrigo et à celui d’Almeida en juillet-août 1810. Il est promu chef d’escadron le 3 octobre 1810, et il sert successivement dans la 14e, puis dans la 25e division militaire. 
En 1812, il rejoint la Grande Armée, pour participer à la campagne de Russie, et il est nommé colonel le 23 janvier 1813. Le 25 mars suivant, il prend la fonction de chef d’état-major de la 1re division de cavalerie légère, et le 24 avril il rejoint le corps d’armée du Maréchal Oudinot, puis celui du maréchal Ney en août 1813. Il est fait prisonnier le 21 octobre 1813.
De retour en France en juillet 1814, il rejoint Napoléon sur l’île d’Elbe en août, et il accompagne l’Empereur lors de son retour en France. Il est promu général de brigade le 16 mai 1815. Affecté à l’armée du Nord au cours de la campagne de Belgique, il est blessé le 19 juin 1815 à la Bataille de Wavre. 
Il est réformé le 1er septembre 1815, et il quitte la France pour la Pologne en 1816. 
Il est mis en demi-solde le 1er octobre 1817, avec le grade de colonel d’état-major, et il meurt à Cracovie en 1840.

## Sources
- (en) « Generals Who Served in the French Army during the Period 1789 - 1814: Eberle to Exelmans »
- Thierry Pouliquen, « Les généraux français et étrangers ayant servis [sic] dans la Grande Armée » (consulté le 26 mars 2014)
- (pl) « Napoléon.org.pl »
- Cote S.H.A.T.: 8 YD 2053